# Związek Południowej Afryki na Zimowych Igrzyskach Olimpijskich 1960
Związek Południowej Afryki na Zimowych Igrzyskach Olimpijskich 1960 wystąpił po raz pierwszy w historii zimowych igrzysk olimpijskich. Reprezentacja Związku Południowej Afryki składała się z czterech sportowców (trzech kobiet i jednego mężczyzny) – wszyscy uczestniczyli w zawodach łyżwiarstwa figurowego. Żadnemu z zawodników nie udało się zdobyć medalu na tych igrzyskach.

## Rezultaty

### Łyżwiarstwo figurowe
Kobiety
| Zawodniczka       | Program krótki | Program dowolny | Pkt    | Miejsce | Poz. |
| ----------------- | -------------- | --------------- | ------ | ------- | ---- |
| Patricia Eastwood | 23             | 25              | 970.8  | 219.    | 25   |
| Marion Sage       | 24             | 23              | 1000.9 | 210.    | 23   |

Pary
| Zawodnicy                    | Pkt  | Miejsce | Poz. |
| ---------------------------- | ---- | ------- | ---- |
| Marcelle Matthews Gwyn Jones | 63.6 | 85.5    | 13.  |